# Theory of a Deadman (альбом)
Theory of a Deadman дебютний альбом групи Theory of a Deadman який вийшов у 2002 році.

## Інформація про альбом
Альбом містить сингл Make Up Your Mind. Також містить сингли Nothing Could Come Between Us, Point to Prove і The Last Song (який спочатку мав назву Theory of a Deadman поки група не змінила назву пісні на назву групи). Всі пісні були написані вокалістом групи Тайлером Конноллі. Також альбом був підданий цензурі через нецензурну лексику у піснях Invisible Man та Any Other Way. Пізніше вийшла чиста версія запису, де нецензурна лексика у піснях Invisible Man та Any Other Way присутня.

## Список композицій
| #     | Назва                           | Автор музики | Тривалість |
| ----- | ------------------------------- | ------------ | ---------- |
| 1.    | «Invisible Man»                 | Т. Конноллі  | 2:41       |
| 2.    | «Nothing Could Come Between Us» | Т. Конноллі  | 3:24       |
| 3.    | «Make Up Your Mind»             | Т. Конноллі  | 4:02       |
| 4.    | «Point to Prove»                | Т. Конноллі  | 3:38       |
| 5.    | «Leg to Stand On»               | Т. Конноллі  | 3:26       |
| 6.    | «What You Deserve»              | Т. Конноллі  | 4:00       |
| 7.    | «The Last Song»                 | Т. Конноллі  | 4:27       |
| 8.    | «Say I'm Sorry»                 | Т. Конноллі  | 3:15       |
| 9.    | «Any Other Way»                 | Т. Конноллі  | 3:47       |
| 10.   | «Confession»                    | Т. Конноллі  | 3:57       |
| 36:38 |                                 |              |            |

## Музиканти
- Тайлер Конноллі - вокал, соло-гітара
- Дін Бек - бас-гітара
- Дейв Бреннер - ритм-гітара
- Тім Харт - ударні